# أحمد عبد المجيد الخالدي
أحمد عبد المجيد الخالدي (1945 في القدس - ) سياسي، وأستاذ جامعي، وعضو هيئة تدريس جامعية، ومحامي ووزير فلسطيني.

## التحصيل العلمي
يحمل أحمد عبد المجيد مبارك الخالدي على درجة الدكتوراه في القانون العام، النظام السياسي والقانون الدستوري من جامعة القاهرة منذ عام 1979.

## الحياة العملية
عمل الخالدي كمحامي في نابلس. وكان أستاذًا للقانون وعميد كلية الحقوق في جامعة النجاح الوطنية. لعدة سنوات، كان له دور فعال في صياغة دستور فلسطيني دائم.
في مارس 2006، عُين الخالدي وزيرًا للعدل ضمن حكومة إسماعيل هنية الأولى.
في 20 أبريل 2024، أُعلن عن إعادة تعيينه عضوًا في مجلس إدارة لجنة الانتخابات المركزية الفلسطينية لفترة جديدة ابتداءً من 1 أبريل 2024.